# Bivels
Bivels (lb. Biwels) – wieś (Uertschaft) w północno-wschodnim Luksemburgu, w kantonie Vianden, w gminie Putscheid. Do 3 października 2015 miejscowość leżała w dystrykcie Diekirch. Liczy 120 mieszkańców (31 grudnia 2022).